# Дирилло
Дири́лло или А́кате (устар. Аха́т; итал. Dirillo, Acate; греч. Ἀχάτης) — река в Италии, протекает по территории Рагузы, Кальтаниссетты и Катании на юге острова Сицилия.
Длина реки — 52 км, площадь водосборного бассейна — 680 км². Исток расположен в Иблейских горах. Река впадает в залив Джела Средиземного моря.
Мощность речного потока в зависимости от сезона сильно отличается.
Возможно от реки происходит название минерала агат.